# Xake
Xake fou un principat aghuà situat a la part central d'Aghuània que ocupava la vall del riu Getaru, un afluent de l'Alazan (també Aluan o Aghuan) en el qual desaigua a uns 30 km abans que l'Alazan confluexi amb el Kura. El Xake propi és la part a la dreta del Getaru, i la part esquerra és el país del Getaru. La ciutat de Xake estava a la part dreta, prop de la comarca de naixement del riu.
El primer esment del país fou en temps de Bogha al-Khabir, que va conquerir tots els principats armenis i aghuans, i entre ells Xake, el príncep (ixkhan) del qual, Shal, fou portat a Samarra vers el 855.
Els següents ixkhan van reconèixer la sobirania del rei d'Armènia.
L'ixkhan de Xake, Hamam, va voler el títol reial i el va agafar unilateralment el 893, però va mantenir la lleialtat a Simbaci I el Màrtir.
El 1021 apareix aliat amb el rei de Kartli que havia conquistat les veïnes Kakhètia i Herècia vers el 1010. Des de llavors va quedar vinculat a Geòrgia fins que va desaparèixer després de la conquesta mongola.
El seu nom va romandre en el Kanat de Xaki o Xakki.